# حشره‌خوار دم‌کوتاه برمه
 حشره‌خوار دم‌کوتاه برمه (نام علمی: Blarinella wardi) نام یک گونه از سرده حشره‌خوار دم‌کوتاه آسیایی است.